# Rue Thimonnier (Paris)
Pour les articles homonymes, voir Rue Thimonnier.
La rue Thimonnier est une voie du 9e arrondissement de Paris, en France.

## Situation et accès
La rue Thimonnier est une voie publique située dans le 9e arrondissement de Paris. 
Elle débute au 3, rue Lentonnet et se termine au 50, rue de Rochechouart.
La rue Thimonnier présente avec la rue Lentonnet une remarquable unité architecturale typique de la fin du XIXe siècle, sans aucune monotonie et une réelle originalité.

## Origine du nom
Cette voie porte le nom de Barthélemy Thimonnier (1793-1857), tailleur, inventeur de la machine à coudre.

## Historique
Cette voie, ouverte en 1895 par M. Luquet sur les terrains de l'usine Godillot sous le nom de « rue Alphonse-Poittevin », prend sa dénomination actuelle par un arrêté du 10 juin 1897.

## Bâtiments remarquables et lieux de mémoire
Les immeubles ont été construits par différents architectes parisiens réputés. Il semble qu'aucune contrainte ne leur ait été imposée, et qu'ils aient bénéficié de la liberté post-haussmannienne et des progrès de la construction. Les balcons de l'étage noble et du cinquième étage dégagent une impression d'harmonie.
On remarquera particulièrement les façades des immeubles suivants :
- no 2, construit par P. Lobrot, architecte (1896) ;
- no 3, par Georges Farcy, architecte (1896) ;
- nos 4, 5, 6 et 7, par P. Dureau et Émile Orieme, architectes (1897 et 1898) ;
- no 9, par M. Moreau (1895).